# Michel Polak
Michel Polak (ur. 27 stycznia 1885 w Meksyku, zm. 4 października 1948 w Brukseli) – architekt urodzony w Meksyku, działający w Belgii.

## Życiorys
Od 1903 do 1907 studiował architekturę na Politechnice Federalnej w Zurychu, a po jej ukończeniu wyjechał do Francji, gdzie przez cztery lata uczęszczał do École nationale supérieure des beaux-arts. Od 1917 współpracował z architektem Alfredem Hochem.
W 1923 w odpowiedzi na zaproszenie inwestora finansowego Luciena Kaisina przyjechał do Belgii, aby zaprojektować dla niego i nadzorować budowę Pałacu Résidence w Brukseli. Nie był to pierwszy obiekt projektu Michela Polaka w tym mieście. W 1910 powstała zaprojektowana przez niego Villa Henri Nestle. W Brukseli prowadził biuro projektowe, które po jego śmierci przejęli synowie André i Jean.

## Wybrane projekty
- Villa de Henri Nestlé – Montreux (1910);
- Kompleks luksusowych apartamentów „Riant-Château” - Montreux (1911–1913);
- Résidence Palace - Bruksela (1923–1926);
- Grand Bazar - Bruksela (1926);
- Hôtel Le Plaza - Bruksela (1928–1932);
- Siedziba d’Electrabel - Bruksela (1928–1929);
- Villa Empain - Bruksela (1931);
- Ambulatorium Czerwonego Krzyża - Bruksela (1933);
- Klinika Dentystyczna George Eastman - Bruksela (1934);
- Dom Théo Fleischmana - Uccle (1935);
- Budynki przy boulevard Saint-Michel - Etterbeek (1936);
- Konkurs na zabudowę Mont des Arts - Bruksela (1937);
- Zarząd Telegrafów i Telefonów - Bruksela (1937).